# Luinjeberd
Luinjeberd est un village situé dans la commune néerlandaise de Heerenveen, dans la province de la Frise. Son nom en frison est Lúnbert. Le 1er janvier 2006, le village comptait 436 habitants.